# 도요쿠니촌 (아이치현 니와군)
도요쿠니촌(豊国村)은 일본 아이치현 니와군에 설치되었던 촌이다. 현재의 후소정의 서부에 해당한다.